# Dem Franchize Boyz (álbum)
Dem Franchize Boyz es el álbum debut de la banda de crunk de Atlanta, Dem Franchize Boyz, compuesto por Jizzal Man, Parlae, Pimpin' y Buddie. El álbum salió a la venta el 14 de septiembre de 2004.

## Información del álbum
El grupo firmó por Universal Records y poco después sacarían su álbum debut. Después de que el álbum saliera a la luz se lanzó un single single, "White Tee", el cual llegó a la #79 posición en la lista de los Estados Unidos. Aunque, el álbum en si, no fue tan exitoso comercialmente. El álbum alcanzó la posición #106 en la lista de los Estados Unidos y vendió unas 100.000 copias.

## Lista de canciones
| #  | Título                     | Productor                     | Colaborador   | Duración |
| -- | -------------------------- | ----------------------------- | ------------- | -------- |
| 1  | "Where I'm From"           | P-No The Matrikks Productions | —             | 5:13     |
| 2  | "Fight"                    | P-No The Matrikks Productions | —             | 4:46     |
| 3  | "White Tee"                | Pimpin                        | —             | 4:38     |
| 4  | "When Can We Date"         | P-No The Matrikks Productions | —             | 4:39     |
| 5  | "Dat's da Way Dey Roll"    | P-No The Matrikks Productions | —             | 4:27     |
| 6  | "Do Ya Dance Girl"         | Hard Knard                    | —             | 4:29     |
| 7  | "Bitch Nigga"              | P-No The Matrikks Productions | —             | 4:49     |
| 8  | "Play No Games"            | P-No The Matrikks Productions | —             | 4:17     |
| 9  | "Slap Ya Witta Bank"       | Hard Knard                    | —             | 4:47     |
| 10 | "Oh, I Think They Like Me" | Pimpin                        | —             | 4:33     |
| 11 | "Hit da Dirt"              | Parlae                        | Meat          | 3:36     |
| 12 | "45z, Choppas & 9's'"      | Pimpin                        | Peanut & Meat | 4:02     |

## Personal
- Jizzal Man – Vocales
- Pimpin – Vocales
- Parlae – Vocales
- Buddie – Vocales
- Peanut – Vocales
- Meat – Vocales